# Библиография Валентина Катаева
Неполная библиография русского и советского писателя Катаева, Валентина Петровича.

## Романы, повести и крупные очерки
- Приключения паровоза (первоначальное название «Роман паровоза»;1923)
- Остров Эрендорф (1924)
- Повелитель железа (1925)
- Растратчики (1926)
- Время, вперёд! (1932)
- Политотдельский дневник (1935)
- Белеет парус одинокий (1936)
- Я, сын трудового народа… (1937)
- Электрическая машина (1943)
- Жена (1943)
- Сын полка (1944)
- Катакомбы (первоначальное название «За власть Советов»; 1949)
- Поездка на Юг (1951)
- Хуторок в степи (1956)
- Зимний ветер (1960)
- Маленькая железная дверь в стене (1964)
- Смеётся тот, кто смеётся (1964), один из девяти авторов
- Святой колодец (1965)
- Трава забвения (1967)
- Кубик (1968)
- Разбитая жизнь, или Волшебный рог Оберона (1972)
- Кладбище в Скулянах (1975)
- Алмазный мой венец (1978)
- Уже написан Вертер (1979)
- Юношеский роман (1982)
- Сухой Лиман (1986)

## Рассказы, очерки, сказки
- Подкова (1912)
- Сценка на поезде (1912)
- Пробуждение (1912)
- Тёмная личность (1912)
- В бегах (1915)
- У А.М. Фёдорова (1915)
- Немчик (первоначальное название «Кукла», 1915)
- Казачонок (1915)
- Из записок гимназиста (первоначальное название «На полевых работах»; 1915)
- Ружьё (1915)
- Стихи (юмореска) (1915)
- Весенний звон (1916)
- С фронта первой мировой войны (цикл очерков; 1916)
- Доброжелатель (1916)
- Барабан (1917)
- В воскресенье (1917)
- А+Б в квадрате (1917)
- Святки у покойников (1918)
- Земляки (1918)
- Поручик (1918)
- Человек с узлом (1918)
- Музыка (1919)
- Золотое перо (1921)
- В осаждённом городе (1920, публикация 1922)
- Опыт Кранца (1922)
- Прапорщик (1922)
- Письма с юга (1922)
- Сэр Генри и чёрт (1922)
- Рыжие крестики (1922)
- Дунькина жизнь (1922)
- Восемьдесят пять (1922)
- Зимой (1923)
- Железное кольцо (1923)
- Красивые штаны (1923)
- Мой друг Ниагаров (цикл рассказов; 1923—1927)
- Страшный перелёт (1923)
- Сигары (первоначальное название «Сигары его превосходительства»; 1923)
- Повелитель железа (1924)
- Фантомы (1924)
- Записки о гражданской войне (1924)
- Переворот в Индии (1924)
- Бородатый малютка (1924)
- Выдержал (1924)
- Бездельник Эдуард (1925)
- Экземпляр (1926)
- Ножи (1926)
- Родион Жуков (1926)
- Актёр (1927)
- Огонь (1927)
- Гора (1927)
- Раб (1927)
- Емельян Чернозёмный (1927)
- Отец (1928)
- Море (1928)
- Вещи (1929)
- Ребёнок (1929)
- Путешествие в страну будущего (1929)
- Автор (1929)
- Ушки (1930)
- Пороги (1930)
- Чтение пьесы (1931)
- На полях романа (1931)
- Ночью (1917; опубл. 1934)
- Дневник горького пьяницы (1935)
- Сюрприз (1935)
- Сон (1935)
- Театр (1935)
- Встреча (1935)
- Чёрный хлеб (1936)
- Цветы (1936)
- Тени (1937)
- Под Сморгонью (1939)
- По Западной Беларусии. Путевые заметки. (1939)
- Цветик-семицветик (1940)
- Дудочка и кувшинчик (1940)
- На даче (1941)
- Флаг (1942)
- Третий танк (1942)
- Партизан (первоначальное название «Расшифрованная сводка»; 1942)
- Фотографическая карточка (1942)
- Во ржи (1943)
- В Молдавии (1944)
- Одесские катакомбы (1945)
- Жемчужина (1945)
- Отче наш (1946)
- Виадук (1946)
- Новогодний рассказ (1947)
- Проклятый ветер (1951)
- Порт (1951)
- Вечная слава (1954)
- Дорогой, милый дедушка (1965)
- Сорренто (1966)
- Демьян рассказывает (1970)
- Фиалка (1973)
- Спящий (1984)

## Пьесы
- Героическая комедия (1922; не публиковалась)
- В общем порядке (1926)
- Растратчики (1928)
- Квадратура круга (1928)
- Универмаг (1929)
- Авангард (1930)
- Миллион терзаний (1931)
- Время, вперёд! (1933)
- Дорога цветов (1934)
- Чудо в пустыне (1935)
- Под куполом цирка (1935), совместно с Ильёй Ильфом и Евгением Петровым
- Богатая невеста (1936), совместно с Ильёй Ильфом и Евгением Петровым
- Белеет парус одинокий (1937)
- Шёл солдат с фронта (Я, сын трудового народа) (1938)
- Семён Котко (либретто оперы, 1939), совместно с С. С. Прокофьевым
- Домик (1940)
- Синий платочек (1943)
- Отчий дом (1944)
- День отдыха (1946)
- Сын полка (1947)
- За власть Советов (1953)
- Случай с гением («Понедельник»)(1956)
- Самозванец поневоле (либретто оперетты; 1956), совместно с Е. Г. Геркеном
- Пора любви (1962)
- Цветик-семицветик (1962)
- Оборотень (1963)
- Фиалка (1974)

## Сценарии
- Родина зовет (Лицо героя) (1935), совместно с А. В. Мачеретом
- Под куполом цирка (1936), совместно с Ильёй Ильфом и Евгением Петровым
- Белеет парус одинокий (1937)
- Шёл солдат с фронта (Я, сын трудового народа) (1938)
- Страницы жизни (1946), совместно с А. В. Мачеретом
- Сын полка (1946)
- Цветик-семицветик (мультфильм) (1948)
- Безумный день (1956)
- За власть Советов (1956)
- Поэт (1956)
- Время, вперёд! (1965), совместно с М. А. Швейцером
- Цветик-семицветик (1968)
- Хуторок в степи (1970)

## Поэма
- Мария (1943)

## Стихотворения
- Осень (1910)